# Ernie Koy
Id. Ernie Anyz Koy Vezér  (Sealy, Texas, 1909. szeptember 17. – Bellville, Texas, 2007. január 1.) baseballjátékos. Koy „Vezér” a Texas állambeli Sealyben született bennszülött indián szülőktől. Miközben a Texasi Egyetemre járt, a Longhorns csapatában játszott. 1938. április 15-én mikor már szerződése volt a New York Yankees csapatával, eladták a Brooklyn Dodgersnek. Első mérkőzésésn már hazafutást ért el. Ebben a szezonban 142 mérkőzésen vett részt. Az 1939-es idényben 125, az 1940-es időszakban 25 meccsen szerepelt. Ekkor 301 pontot szerzett csapatának. 1940. június 12-én  megvette a St. Louis Cardinals, s cserébe Bert Haast, Sam Nahment és Carl Doyt és 1250.000 dollárt adott. Ebben az idényben 91, a következőben 12 mérkőzésen segítette új csapatát. 1941. május 14-én eladták a Cincinnati Redsnek. Ennek az időszaknak a hátralévő mérkőzéseit ebben a csapatban játszotta le, majd a Philadelphia Phillies vette meg. Az 1942. május 2-i kontraktus után még 78 mérkőzése volt enneb az évben. A második világháború ideje alatt besorozták.
1960-ban bekerült a Texasi Egyetem Longhorni Dicsőségek Falára. Az itteni amerikaifutball-csapatban futó-blokkoló poszton játszott 1930 és 1932 között. A baseball csapatnak 1931-1932-ben tagja, majd 1933-ban csapatkapitánya volt.
Fia, ifjabb Ernie Koy, a New York Giants professzionális csapatában focizott 1965 és 1970 között.